# Johann Heinrich Ziegler (Chemiker, 1738)

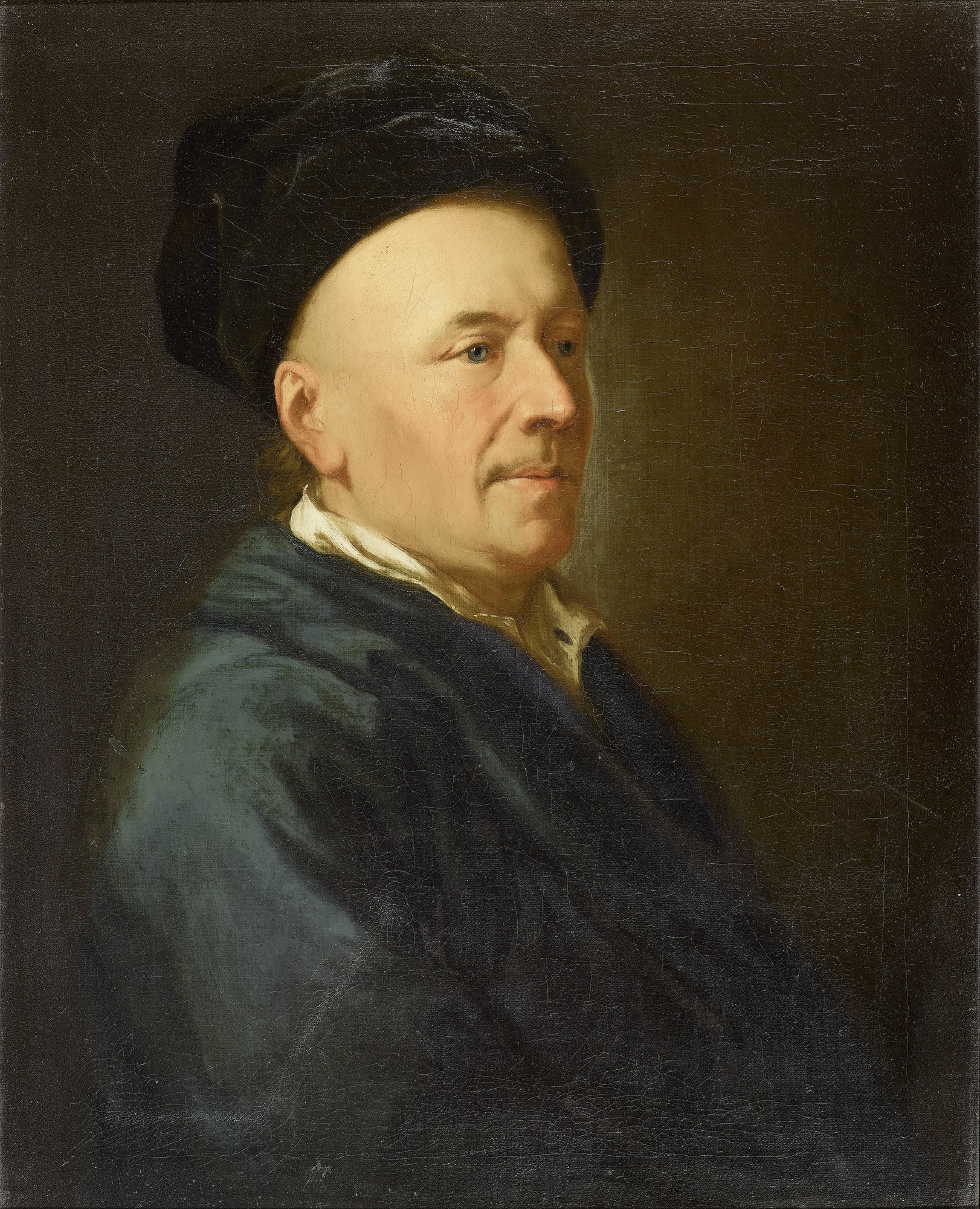
Johann Heinrich Ziegler, 1796, von Anton Graff. Der Maler war Altersgenosse aus Winterthur und malte das Porträt bei einem seiner Besuche in der Heimatstadt.

Johann Heinrich Ziegler (* 23. März 1738 in Winterthur; † 15. November 1818 ebenda) war ein Schweizer Chemiker, Arzt, Unternehmer, Übersetzer und Prediger. Er war mitbeteiligt bei den Gründungen der ersten chemischen Fabrik der Schweiz, des Laboratoriums, sowie der ersten Fabrik der Schweiz überhaupt, der Spinnerei Hard.

## Leben
Johann Heinrich Ziegler wurde 1738 als Sohn von David Ziegler, einem Weissgerber, geboren. Er hatte einen älteren Bruder namens Jakob, der jedoch schon mit 35 Jahren starb.
Ziegler wandte sich zuerst der Theologie zu, welche er in Zürich studierte und 1758 abschloss. Danach bildete er sich weiter in orientalischen Sprachen, Physik und Chemie, bevor er in Zürich als französischer Prediger wirkte. Da dieser Beruf ihn jedoch nicht befriedigte, begab er sich auf Auslandsreisen nach Frankreich und England. In England studierte er Medizin und Chemie. Als Arzt schloss er schliesslich am 31. Mai 1769 in Basel ab. Danach kehrte er wieder nach England zurück, wo er an einer Verbesserung des Wasserrads arbeitete, wofür er 1770 von der Royal Society of Arts mit einer Goldmedaille ausgezeichnet wurde. Neben den Arbeiten am Wasserrad übersetzte Ziegler zu dieser Zeit vier Bücher des Chemikers William Lewis ins Deutsche und verlegte diese in Zürich. Dort war er auch Gründungsmitglied der «Gesellschaft zur Förderung der Kunst und Naturwissenschaften», wobei er schon seit 1762 auch Ehrenmitglied der Naturforschenden Gesellschaft in Zürich war.
Nach diesen Wanderjahren kehrte Ziegler als Arzt nach Winterthur zurück. Dort wurde er 1771 in den Grossen Rat gewählt. Er ist der Initiant des Laboratoriums, der ersten chemischen Fabrik der Schweiz, die er 1778 zusammen mit Johann Sebastian Clais und Hans Jakob Sulzer «zum Tiger» eröffnete. 1780 wurde er Mitglied des Kleinen Rats. Bei der Suche nach Braunkohle wurde er 1782 in Birmenstall bei Elgg fündig, deren Abbau er dann auch leitete. 1798 gründete er eine Mineralwasserfabrik. Bei der Gründung der Spinnerei Hard in Wülflingen (heute Stadtteil von Winterthur), der ersten Fabrik der Schweiz, war er mitbeteiligt.
Ziegler verstarb 1818. Seine von seinem Sohn Jakob erweiterte Sammlung von Mineralien, Fossilien und ausgestopften Vögeln war ein Grundstock für die Sammlung des Naturmuseums Winterthur. Seine über 180 Bücher umfassende Privatbibliothek, die er bereits um 1755 als Student angelegt hatte, sind heute in den Sondersammlungen, Abteilung «Alte Drucke», der Winterthurer Bibliotheken zu finden.